# Limnophila nebulifera
Limnophila nebulifera är en tvåvingeart som beskrevs av Alexander 1923. Limnophila nebulifera ingår i släktet Limnophila och familjen småharkrankar. Inga underarter finns listade i Catalogue of Life.